# Congrès mondial des Ouïghours
Le Congrès mondial des Ouïghours (World Uyghur Congress, WUC) (ouïghour: دۇنيا ئۇيغۇر قۇرۇلتىيى, ULY: Dunya Uyghur Qurultiyi, chinois: 世界維吾爾代表大會) est une organisation internationale indépendantiste de Ouïghours en exil déclarant « représenter l'intérêt collectif du peuple ouïghour » à la fois à l'intérieur et à l'extérieur de la région autonome du Xinjiang de la Chine.
Le congrès fut formé à la mi-avril 2004 lors d'une rencontre à Munich, en Allemagne, rassemblant divers groupes d'Ouïghours exilés, dont l'Association américaine des Ouïghours (Uyghur American Association, UAA) et le congrès national du Turkestan oriental (East Turkestan National Congress, ETNC). Rebiya Kadeer en fut la présidente de 2006 à 2017. Cette femme d'affaires et militante politique vit en exil aux États-Unis depuis 2005 après avoir passé six ans en prison en Chine pour avoir « révélé des secrets d'État ». L'association déclare demander non  pas l'indépendance  mais la démocratie et le droit à l’autodétermination pour les Ouïghours.
Le gouvernement chinois a désigné le Congrès mondial des Ouïghours et les groupes qui lui sont proches, comme organisation terroriste, qui a tenté de couvrir ses motifs illégaux de vouloir diviser la Chine par une structure légitime.

## Formation
Le Congrès mondial des Ouïghours est une organisation rassemblant diverses associations, qui furent des groupes de faible envergure de nationalistes ouïghours, dont l'Association américaine des Ouïghours, fondée en mai 1998 et le Congrès national du Turkestan oriental. Le 18 avril 2004, ces groupes se sont unifiés autour de Erkin Alptekin qui devint le premier président du groupe unifié. Il occupa ce poste jusqu'en 2006, quand Rebiya Kadeer fut élue lors de la seconde assemblée générale du 24 au 27 novembre 2006,. Depuis sa fondation, le groupe a organisé 3 assemblées - en 2004, 2006 et 2009. En tant que représentant des Ouïghours, il est membre de l'Organisation des nations et des peuples non représentés. Le Congrès a son siège à Munich en Allemagne, où il existe une importante communauté ouïghoure. Il n'y a aucun lien connu entre le Congrès mondial des Ouïghours et le Parti islamique du Turkestan.

## Objectifs
D'après le Congrès mondial des Ouïghours, son principal objectif est de « promouvoir le droit du peuple ouïghour à déterminer le futur politique du Turkestan oriental en ayant recours à des moyens pacifiques et non violents ». Ce mouvement affirme son intention de travailler avec des gouvernements au niveau mondial et de former une « opposition pacifique » à la politique du gouvernement au Xinjiang, dont le traitement infligé aux Ouïghours risquerait de transformer cette région en une bombe à retardement,. Le premier président du Congrès, Erkin Alptekin, décrit les Chinois de nationalité Han sous les traits de « colonisateurs, qui veulent siniser le Xinjiang en nous remplaçant par des gens de leur nationalité et en assimilant ceux d'entre nous, qui resteront, et en détruisant notre culture » Le Congrès affirme aussi que la Chine exagère la menace terroriste pour justifier les répressions dans la région.
Le Congrès, tout comme l'association américaine des Ouïghours, dont le siège est à Washington, ont recours aux médias de masse et à des sites internet pour informer la communauté internationale  des violations des droits humains dans la région autonome du Xinjiang. Cela a été décrit comme étant du « cyber-séparatisme »  (du séparatisme virtuel), qui est soutenu en partie par de riches Ouïghours du Moyen-Orient. Plusieurs journaux au Kazakhstan et au Kirghizistan réimpriment des articles de sites internet en ouïghour et en russe.
En 2018, Dolkun Isa, nouveau président du Congrès mondial des Ouïghours depuis 2017,  demande la fermeture des camps de rééducation du Xinjiang ; « Ce à quoi nous assistons aujourd'hui au Turkestan oriental est plus qu'une simple répression, c'est une campagne délibérée d'assimilation ciblant l'identité ouïghoure ».

## Dirigeants
Comme le Congrès est formé de plusieurs groupes de Ouïghours au niveau international, ses dirigeants sont répartis dans plusieurs pays.
| Position                 | Nom                                                                   | Pays                                            |
| ------------------------ | --------------------------------------------------------------------- | ----------------------------------------------- |
| Présidente               | Rebiya Kadeer                                                         | États-Unis                                      |
| Président d'honneur      | Riza Bekin                                                            | Turquie                                         |
| Conseiller en chef       | Erkin Alptekin                                                        | Allemagne                                       |
| Vice-président           | Seyit Tumturk Khahriman Hojamberdiyev Omer Kanat Asgar Can Semet Abla | Turquie Kazakhstan États-Unis Allemagne Norvège |
| Secrétaire général       | Dolkun Isa                                                            | Allemagne                                       |
| Vice-secrétaire générale | Erkin Emet Abdureshit Turdiyev Tuyghun Abduweli                       | Turquie Kazakhstan Canada                       |
| Porte-parole             | Dilshat Reshit Alim Seytoff                                           | Suède États-Unis                                |

Le Congrès maintient également des représentants en Australie, Belgique, Danemark, France, Kirghizistan, Japon, Suède et au Royaume-Uni. La présidente Kadeer a rencontré en juin 2007 le président des États-Unis alors en fonction, George W. Bush ainsi que des membres du Bureau des Affaires étrangères et du Commonwealth (le ministère chargé des affaires étrangères au Royaume-Uni) en octobre de la même année.

## Financements
L'organisation est soutenue en partie par le National Endowment for Democracy, ou NED, qui contribue à hauteur de quelques centaines de milliers de dollars par an (295 000 $ en 2015) « pour[, selon ses termes,] améliorer la connaissance et la visibilité des problématiques des droits de l'Homme des Ouïghours » dans le Xinjiang. Le National Endowment for Democracy est une organisation à but non lucratif des États-Unis fondée en 1983, afin de promouvoir la démocratie en assurant le financement d'ONG par des fonds qui proviennent en majeure partie du Congrès des États-Unis.

## Point de vue du gouvernement chinois
Accusant l'organisation de nourrir des ressentiments et de provoquer des révoltes dans la région du Xinjiang, le gouvernement a placé le Congrès mondial des Ouïghours sur sa liste d'organisations terroristes en décembre 2003. Ceci a valu à la Présidente du Congrès d'être considérée comme une « terroriste », qui « conspire avec des séparatistes et des extrémistes religieux, afin d'organiser des attaques terroristes ». Kadeer rejette ces accusations, déclarant, que « toute personne qui n'est pas satisfaite de la dure loi du gouvernement chinois est un séparatiste ». Lors des révoltes à Urumqi en juillet 2009, le gouvernement a affirmé avoir intercepté des appels de groupes du Turkestan d'outre-mer et à l'intérieur du pays. Le gouvernement affirme également que Kadeer aurait des relations étroites avec le Dalaï Lama (qui lui-même est accusé d'avoir incité à des révoltes en 2008 au Tibet) et que Kadeer aurait dit qu'« il faudrait que quelque chose de comparable se produise au Xinjiang »,. » Le journal du gouvernement, Le Quotidien du Peuple, a attaqué le Congrès mondial des Ouïghours affirmant qu'il était financé par le National Endowment for Democracy, lequel est appuyé par le Congrès Américain.